# Krupka
Krupka (in tedesco Graupen) è una città della Repubblica Ceca facente parte del distretto di Teplice, nella regione di Ústí nad Labem.